# معاویه و حسن و حسین
معاویه و حسن و حسین (به عربی: معاویة والحسن والحسین) یا حسن و حسین (به عربی: الحسن والحسين) مجموعه تلویزیونی است به کارگردانی عبدالباری ابوالخیر با بودجه سه میلیون دلاری است که در کویت تولید و در ماه رمضان سال ۲۰۱۰ پخش شد. داستان این سریال دربارهٔ واقعه کربلا و کشته‌شدن حسین بن علی می‌باشد. برای نخستین بار دراین سریال هنرپیشگان عرب، نقش حسن بن علی و حسین بن علی از امامان شیعه و از نوادگان محمد پیامبر اسلام را ایفا می‌کنند. تولید این سریال با واکنش برخی مراجع تقلید در ایران، مواجه شد آن‌ها این سریال را ضدشیعی دانسته و هدف از ساخت آن را بی گناه جلوه دادن معاویه و یزید دانستند. محمد العنزی تولیدکننده کویتی سریال هدف از ساخت این سریال را بر اساس اصل فرض حسن نیت میان صحابه و وجود توطئه یهود در ورای اختلافات آنان عنوان کرده‌است.
این سریال با نام حسن و حسین توسط شبکه کلمه برای مخاطبان فارسی زبان در ایران و افغانستان و تاجیکستان به زبان فارسی، دوبله و پخش شده است.